# サーンドル・ロズニョイ
サーンドル・ロズニョイ（Sándor Rozsnyói、1930年11月24日 - 2014年9月2日）は、ハンガリーの陸上競技選手。1956年メルボルンオリンピックの銀メダリストである。ザラ県ザラエゲルセグ出身。

## 経歴
ロズニョイは、3000m障害の選手であった。このころの3000m障害は障害物の数や形に明確なルールがなかったが、1954年に障害物28個、水濠7個とルールが統一化された。ロズニョイは、1954年スイスのベルンで開催されたヨーロッパ選手権で、フィンランドのオラヴィ・リンテーンペーらを抑え8分49秒6で優勝。この優勝タイムは1954年のベストタイムであったため、ロズニョイは最初の3000m障害の世界記録保持者となった。（ただし、1953年に、現ルールの下、リンテーンペーが8分44秒4の記録を出している。）
1955年以降、何度か世界記録は更新されたが、1956年メルボルンオリンピック開会直前の9月16日、ロズニョイはブダペストで8分35秒6の世界新記録を樹立。オリンピックでの金メダルの期待が高まった。しかし10月23日にハンガリー動乱が勃発。動乱を鎮圧するためソ連軍による介入が行われ、国内で多数の犠牲者が出る。ハンガリーの選手たちはこの事態に大変ショックを受け、1500mの元世界記録保持者のサーンドル・イハロスは出場辞退。現1500m世界記録保持者だったイシュトバーン・ロージャヴェルギは予選敗退と惨敗する。
ロズニョイは、世界記録保持者として3000m障害に出場。レースは、イギリスのクリス・ブラッシャーが8分41秒2で1着でゴール。ロズニョイは、ノルウェーのエルンスト・ラルセン、ドイツのハインツ・ラウファーらをわずかに抑えて、ブラッシャーから約2秒遅れ、2着でゴールした。しかし、この後ブラッシャーはラルセンとラウファーを妨害したと判定され失格、ロズニョイが金メダルとアナウンスされた。ところが、ラルセンとラウファーに確認したところ、そのような事実はないと判明。ロズニョイの銀メダルが確定した。
メルボルンオリンピックの後、ロズニョイはハンガリーに帰国せずオーストリアに居住する。1958年にはオーストリア選手権の5000mで優勝。同年のストックホルムで開催されるヨーロッパ選手権に出場しようとするが、ハンガリーの連盟が出場を許さず、ロズニョイは現役を引退する。

## 自己ベスト
- 1500m - 3分46秒4（1956年）
- 5000m - 14分14秒0 （1956年）
- 3000m障害 - 8分35秒6 (1956年）

## 主な実績
| 年   | 大会                 | 場所                       | 種目      | 結果 | 記録     |
| ---- | -------------------- | -------------------------- | --------- | ---- | -------- |
| 1954 | ヨーロッパ陸上選手権 | ベルン(スイス)             | 3000m障害 | 1位  | 8分49秒6 |
| 1956 | オリンピック         | メルボルン(オーストラリア) | 3000m障害 | 2位  | 8分43秒6 |